# チーム娘にゃんドル
チーム娘にゃんドル（チームこにゃんドル）は、徳島県を拠点に活動する猫耳アイドル。2013年12月27日結成。徳島市秋田町に定期箱「メイドliveカフェにゃんにゃん」を所有。にゃんドル（アイドル）に会えるアイドル育成型メイドカフェ。アイドル活動だけではなくアニソンDJ・コスプレもこなす。第1・第3火曜日定期LIVEを行っている。事務所は株式会社櫻商。レーベル名はoushoレーベル。「ご当地アイドル殿堂入り」の称号を持つ。

## 概要
オーナーの井上年は徳島県小松島市出身。小学校からBOØWYに憧れてギターをはじめる。漫画「三国志」の影響で成り上がり、天下統一を夢見て15才で東京に上京。16才から多数タレントが所属する芸能事務所のスタッフとして働く（38才まで）。音楽の才能を買われて音楽部門に配属。HIPHOP、アイドルほか楽曲1,000曲以上を制作。
その傍ら、グループ会社の新規事業として「飲食」「デザイン」「ファッション雑誌」「車販売・整備・バイヤー」に携わり、18才のとき二級整備士を取得。20才で徳島県に株式会社櫻商の前身にあたる車屋・バイヤー会社を起業。
38才で徳島に戻ってきた井上は、「徳島からでも情報が発信できる、東京に行ったが挫折して戻ってくる若者が多いので手助けをしたい」と、徳島県で有名な猫神様（必勝祈願の神様）にちなんで「猫のように気まぐれで可愛らしい（ツンデレ）」というコンセプトを基に、2013年12月27日に徳島市秋田町にメイドカフェ＆LIVE劇場「メイドliveカフェにゃんにゃん」を設立。猫耳アイドルユニット「チーム娘にゃんドル（チームコニャンドル）」を結成。
現在は徳島県を中心に四国、関西、関東へ進出しイベント出演・LIVE活動の幅を広げる。劇場には徳島で音楽活動するアーティスト、音楽部、サークルの大学生が集ったりもする。

## 店コンセプト／設定
にゃんドルの故郷「にゃんにゃん星」は悪の手により滅んだ。にゃんドルは脱出用のみかん箱に乗り宇宙を漂流中、謎の地球人“ガルマ”に拾われて地球へ移住。
にゃんドルはガルマの力を借り、「にゃんにゃん星」を再建するため徳島市秋田町に「メイドliveカフェにゃんにゃん」を作り王国の建国をはじめる。
再建資金を集めるためにゃんドルはメイドさんとして働きつつ日々アイドルとしても活動。にゃんドルはお世話になっている徳島を守るために歌とダンスと必殺技を日夜ステージで磨く。

## 略歴
2013年
- 12月27日　徳島市秋田町にメイドカフェ＆アイドル劇場「メイドliveカフェにゃんにゃん」をオープン。猫耳アイドルユニット「チーム娘にゃんドル（チームコニャンドル）」結成。

2014年
- 8月17日　第1回定期ライブ

2015年
- 6月　テレビ朝日主催「愛踊祭2015」中国・四国地方エリア・ネット予選出演
- 8月23日　「第6回熱闘アイドル甲子園」決勝進出　＠東京・渋谷

2016年
- 1月16日　出張IDOL PARADISE in 徳島（レディビアード 出演）[3]
- 5月22日　IDOL LIVE CIRCUIT IDOL PARADISE SP Vol.3（BiSH、バクステ外神田一丁目 出演）[4]　＠高松モンスター
- 6月　テレビ朝日主催「愛踊祭2016」中国・四国地方エリア・ネット予選出演
- 7月31日　日本テレビ主催「汐留ロコドル甲子園2016」準決勝出演　＠日本テレビ本社

2017年
- 2月　全国のメイド・コスプレ店舗で働く女の子ナンバーワンを決定する「国民的萌えクイーンコンテスト2017」出場
- 4月22日　フランスJAPAN EXPO予選「Tokyo Candoll2017」関西大会出演[5]　＠大阪・HOLIDAY OSAKA
- 6月　テレビ朝日主催「愛踊祭2017」中国・四国地方エリア・ネット予選出演[6]
- 7月22日　日本テレビ主催「汐留ロコドル甲子園2017」準決勝出演　＠日本テレビ本社
- 8月20日　「第8回熱闘アイドル甲子園inサマーフェスティバル」決勝進出　＠東京・渋谷

2018年
- 2月　全国のメイド・コスプレ店舗で働く女の子ナンバーワンを決定する「国民的萌えクイーンコンテスト2018」出場
- 4月22日　フランス・JAPAN EXPO予選「Tokyo Candoll2018」関西大会準決勝出演[7]　＠大阪・梅田amHALL
- 6月　日本テレビ主催「汐留ロコドル甲子園2018」予選大会出演
- 7月16日　水都祭に出演　＠藍場浜公園
- 7月27日　テレビ朝日主催「愛踊祭2018」中国・四国地方エリア決定戦出演　＠広島YMCA国際文化センターホール

2018年
- 10月28日　大阪初ワンマン
- 11月24日　 ご当地アイドルNo1決定戦「umu award2018」決勝戦出演　＠東京・渋谷

2019年
- 6月16日　テレビ朝日主催「愛踊祭2019」西日本エリア決定戦出演　＠京都KBSホール
- 8月20日　第100回定期ライブ

2023年
- 12月27日　結成10年を迎えて日本ご当地アイドル活性協会より『ご当地アイドル殿堂入り』に認定された[8]

2024年
- 4月　6月に開催されるクロちゃん主催の大型フェス「クロフェス2024 ～5周年だよ！全員集合！だしん！～」にて徳島県代表として選出が発表[9]。

2025年
- 7月27日、9月に開催されるクロちゃん主催の大型フェス「クロフェス2025 6年目！クロフェスと結婚するしん！」にて徳島県代表として2年連続選出が発表[10]。

## メンバー
| 名前       | ニックネーム                 | 担当カラー | 備考                                   |
| ---------- | ---------------------------- | ---------- | -------------------------------------- |
| はる       | 骨皮筋子                     | イエロー   | 選抜。黄色い教祖。ファン名称【✟信者✟】 |
| つばさ     | 涌きオタ(ばっさー)           | レッド     |                                        |
| ゆた       | おゆた                       | ピンク     |                                        |
| ひな       | 妖精(永遠の３歳７か月らしい) | ピンク     |                                        |
| まひろ     | 新人(ド天然です)             |            |                                        |
| なな       | 座長                         | オレンジ   |                                        |
| ゆきな     |                              |            |                                        |
| みるく     |                              |            |                                        |
| まりん     |                              |            |                                        |
| のんちゃん |                              |            |                                        |
| しのん     |                              |            |                                        |
| ガルにゃん |                              | パープル   | にゃんcafe建国者。マスコット           |

## スタッフ
- 総合プロデューサー／作詞／イラスト：ガルマ
- 音楽総合プロデュース：THE PIPE（ザ　パイプ）
- スーパーアレンジャー：曽谷晃平
- 音楽プロデューサー：小泉満誉

## 作品

### シングル
| 枚  | 発売日         | タイトル                                    | 形態 | 収録曲 | 規格品番  |
| --- | -------------- | ------------------------------------------- | ---- | --- | --------- |
| 1st | 2015年10月20日 | 猫耳スペシャリスト／ドルフィンキック・ラブ  | CD   | - 猫耳スペシャリスト（作詞：ガルマwith小泉満誉／作曲：小泉満誉／編曲：曽谷晃平） - ドルフィンキック・ラブ（作詞：ガルマwith小泉満誉／作曲：THE PIPE／編曲：曽谷晃平）                                                                                       | NAYN-1510 |
| 2nd | 2016年1月1日   | Shooting Star Girl／Twinkle Snow Foundation | CD   | - Shooting Star Girl（作詞：ガルマwith小泉満誉／作曲：THE PIPE／編曲：曽谷晃平） - Twinkle Snow Foundation（作詞：ガルマwith小泉満誉／作曲：THE PIPE／編曲：曽谷晃平）                                                                                      | NAYN-1601 |
| 3rd | 2016年7月7日   | 轟音ディストーション                        | CD   | - 轟音ディストーション（作詞：ガルマwith小泉満誉／作曲：THE PIPE／編曲：曽谷晃平） - ロマンティック♡ドライブデート（作詞：ガルマwith小泉満誉／作曲・編曲：曽谷晃平） - ポップコーン・スターマイン（作詞：ガルマwith小泉満誉／作曲：THE PIPE／編曲：菅谷豊） | NAYN-1607 |

CD未収録曲
- SE【阿波踊りver.】（作曲：曽谷晃平）
- Party Night（作詞：ガルマwith小泉満誉／作曲：小泉満誉／編曲：菅谷豊）
- クイーン・エリザベス（作詞：ガルマwith小泉満誉／作曲：THE PIPE／編曲：曽谷晃平）
- 暴走天使(エンジェル)（作詞：ガルマwith小泉満誉／作曲：THE PIPE／編曲：鍛治毅）
- Love＆Peace（作詞：ガルマwith小泉満誉／作曲：THE PIPE／編曲：曽谷晃平）
- 快感！ホップ！ステップ！ジャンプ（作詞：ガルマwith小泉満誉／作曲：THE PIPE／編曲：曽谷晃平）
- キスミーキスミー（作詞：ガルマwith小泉満誉／作曲：曽谷晃平／編曲：曽谷晃平）
- 百花繚乱（作詞：ガルマwith小泉満誉／作曲：THE PIPE／編曲：曽谷晃平）
- 未来永劫アイドル宣言（作詞：ガルマwith小泉満誉／作曲：THE PIPE／編曲：曽谷晃平）
- 恋するジュリエット（作詞：ガルマwith小泉満誉／作曲：THE PIPE／編曲：曽谷晃平）
- 希望の歌（作詞：ガルマwith小泉満誉／作曲：THE PIPE／編曲：曽谷晃平）
- フルスロットル（作詞：ガルマwith小泉満誉／作曲：THE PIPE／編曲：曽谷晃平）
- New World(仮)（作詞：ガルマwith小泉満誉／作曲：曽谷晃平／編曲：曽谷晃平）

## 出演

### テレビ
- musicる TV（テレビ朝日、2016年6月24日）[11]
- スマイル!キンタロー。（四国放送、2016年11月10日）
- musicる TV（テレビ朝日、2017年5月30日）[12]